# Martinus Anglicus
Martin Anglicus (fl 1335 bis 1370) war ein Philosoph, Theologe und Logiker.
Martin Anglicus ist Verfasser der Logik-Traktate De Obligationibus und De Consequentiis und möglicherweise Obiectiones consequentiarum. Alle drei sind in einer Wiener Handschrift erhalten (Österreichische Nationalbibliothek Ms 4698, zum Großteil wurde diese in Prag geschrieben). Es gibt auch Hinweise auf ein weiteres Traktat De insolubilibus. Ein in der Wiener Handschrift bruchstückhaft enthaltenes Traktat De Suppositione (vollständig in einer Handschrift der Stadtbibliothek Mainz) ist wahrscheinlich auch von ihm.
Manchmal wird er mit Martin Bilond identifiziert, der 1369 in Prag nachgewiesen ist (damit verbunden taucht auch ein Martinus Blone auf, der 1389 in Prag zum Bakkalaureats-Examen zugelassen wurde und möglicherweise identisch mit Bilond ist). Früher wurde er mit Martin von Alnwick (gestorben 1336), einem Franziskaner und Lektor der Theologie in  Oxford, identifiziert (L. M. de Rijk u. a.), aber in den De Obligationibus von Martinus Anglicus ist die Kenntnis der Obligationes von Roger Swyneshed nachweisbar, die erst 1330 bis 1335 entstanden. Auch werden die De Consequentiis von Martin Anglicus in die Zeit von 1350 bis 1360 datiert und entstanden vor den Obligationes.